# Estação de Creil
A Estação de Creil é uma estação ferroviária francesa na linha de Paris-Nord a Lille, localizada na margem direita do Oise, no departamento de Oise, na região dos Altos da França. As suas instalações situam-se maioritariamente no território da comuna de Creil, estando a parte norte destas no território de Nogent-sur-Oise. O centro da cidade de Creil, na margem esquerda do rio, fica a cerca de um quilômetro a sudeste da estação.
Foi inaugurada em 1846 pela Compagnie des chemins de fer du Nord.
É uma estação da Société Nationale des Chemins de Fer Français (SNCF), servida pelos trens TER Hauts-de-France. É também uma estação servida pelo transporte público ferroviário da Ilha de França, com a linha D do RER e a linha H do Transilien.

## Situação ferroviária
Estabelecida a uma altitude de , a estação de entroncamento de Creil está localizada no ponto quilométrico (PK) 50.253: da linha de Paris-Nord a Lille, entre as estações de Chantilly - Gouvieux e Laigneville; da linha de Creil a Jeumont, antes da estação de Villers-Saint-Paul; e da linha de Creil a Beauvais, antes da estação de Montataire.
É também o ponto culminante, no PK 67.329, da linha de Pierrelaye a Creil, após a estação de Saint-Leu-d'Esserent.

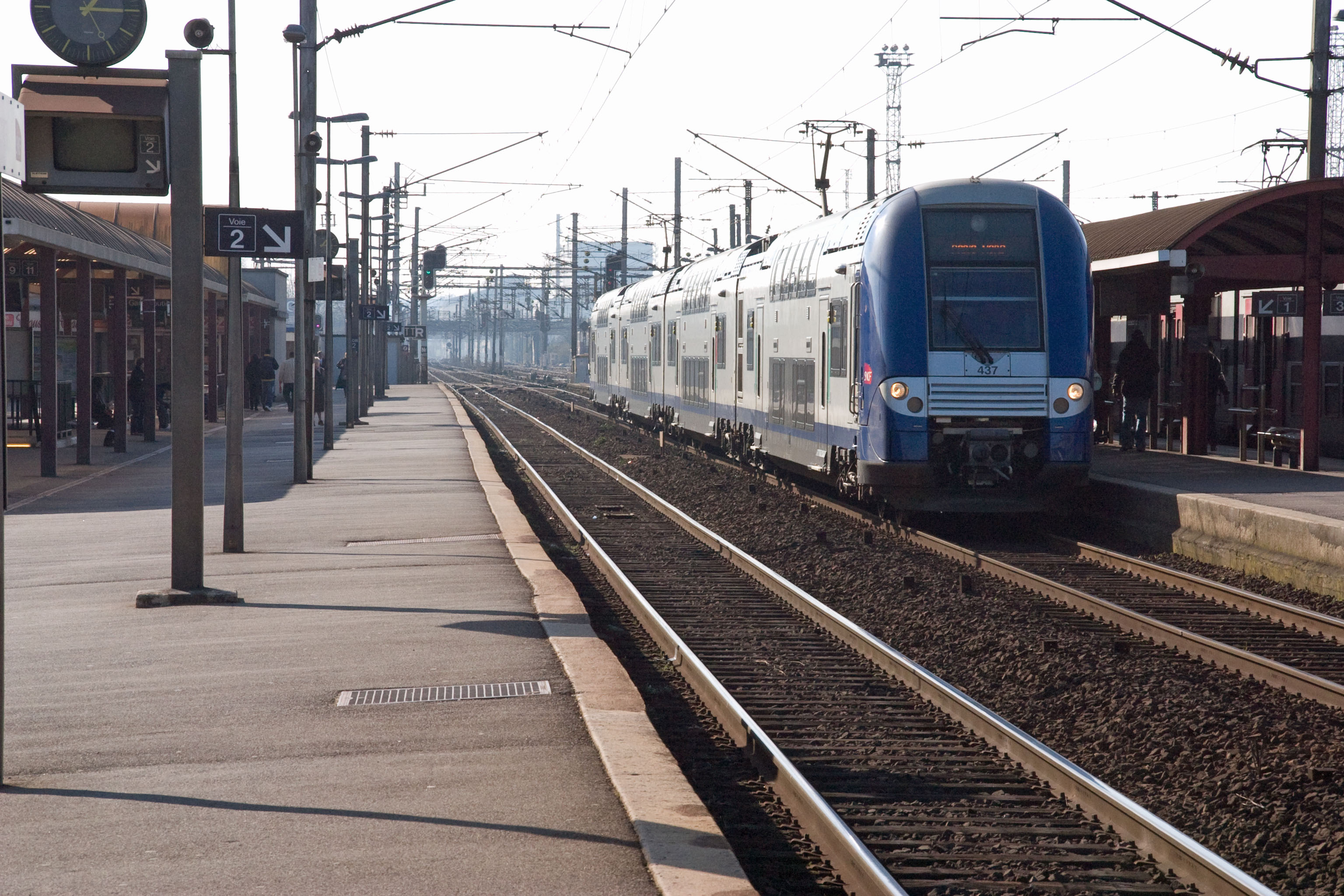
O interior da estação em 2008.

## História
A estação de Creil foi inaugurada em junho de 1846 pela Compagnie du Nord. De Paris-Nord, a linha seguuia em direção a Ermont e depois à estação de Épluches em Saint-Ouen-l'Aumône antes de se ramificar em direção a Creil subindo o vale do Oise.

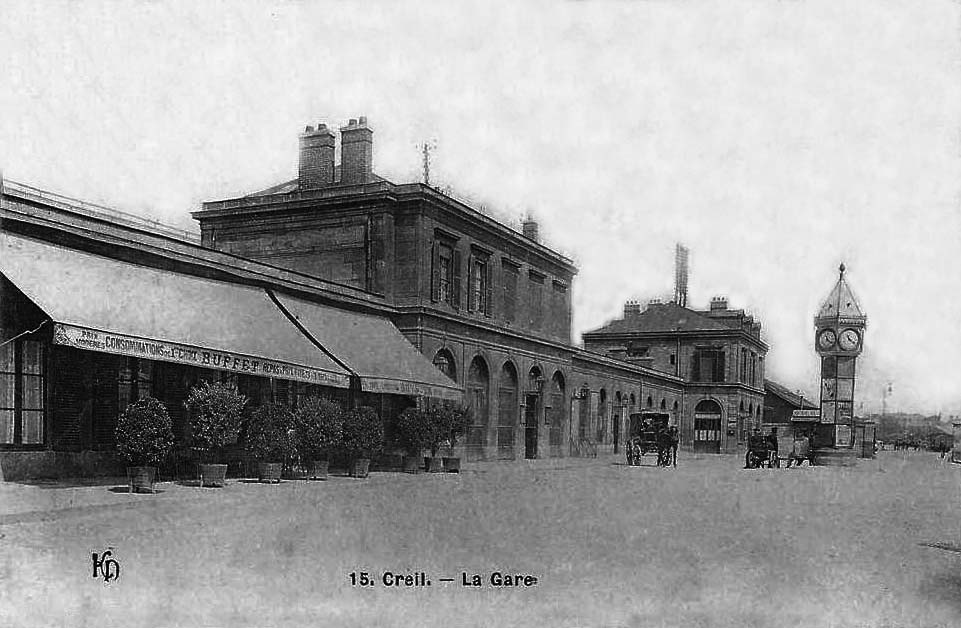
A estação, por volta de 1900.

A linha direta de Saint-Denis para Creil via Survilliers - Fosses foi aberta em 10 de maio de 1859, depois de seis anos de estudo, quadruplicou para Survilliers - Fosses em 1907.
A linha de Creil a Jeumont abriu para Compiègne em 1847. Já a linha de Creil a Beauvais, foi inaugurada em 1857.
François Prosper Jacqmin num curso sobre o funcionamento dos caminhos-de-ferro feito na Escola Imperial de Pontes e Estradas em 1867, sublinha a dificuldade de apreciar a importância de uma estação. Tomando como exemplo o de Creil, ele indica que seu próprio tráfego é "muito fraco" mas que se trata no entanto de uma grande estação de bifurcação que exigiu por parte da Companhia de "despesas consideráveis", nomeadamente para as instalações destinadas a permitir o estacionamento e a garagem dos comboios sejam eles de passageiros ou de mercadorias, o revezamento das locomotivas e tudo o que contribua para o bom funcionamento da importância das infraestruturas e materiais mobilizados.

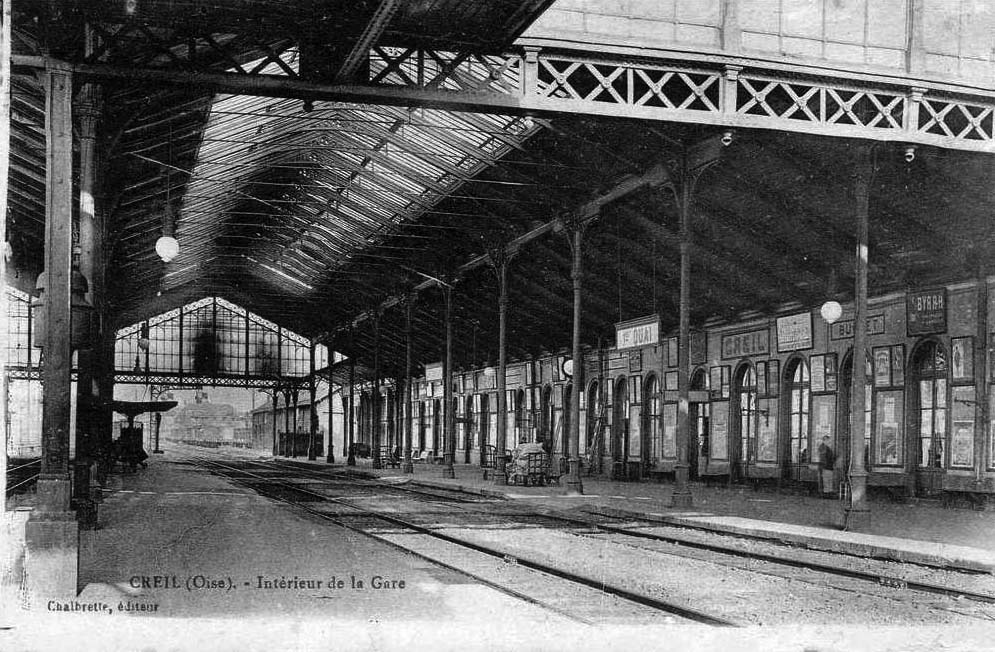
O dossel grande, por volta de 1910.

Em 1868, a estação de Creil, que servia uma pequena cidade de , era a nona parada de Paris, localizada a quilômetro da capital, a quilômetro de Chantilly e a  de Compiègne. Tem buffet, mas os trens expressos param por no máximo três minutos.. Já era uma estrela ferroviária, com cinco ramais servidos, por trens de Paris, da Alemanha via Saint-Quentin e Compiègne, da Bélgica via Douai e Valenciennes ou Lille e Roubaix, da Inglaterra via porto de Bolonha-sobre-o-Mar via Amiens ou o porto de Calais via Arras, e Beauvais Em 1898, a estação tornou-se para a circulação de trens uma das mais importantes da Compagnie du Nord; a cidade foi grande beneficiada com essa contribuição, chegando a ter uma população de .

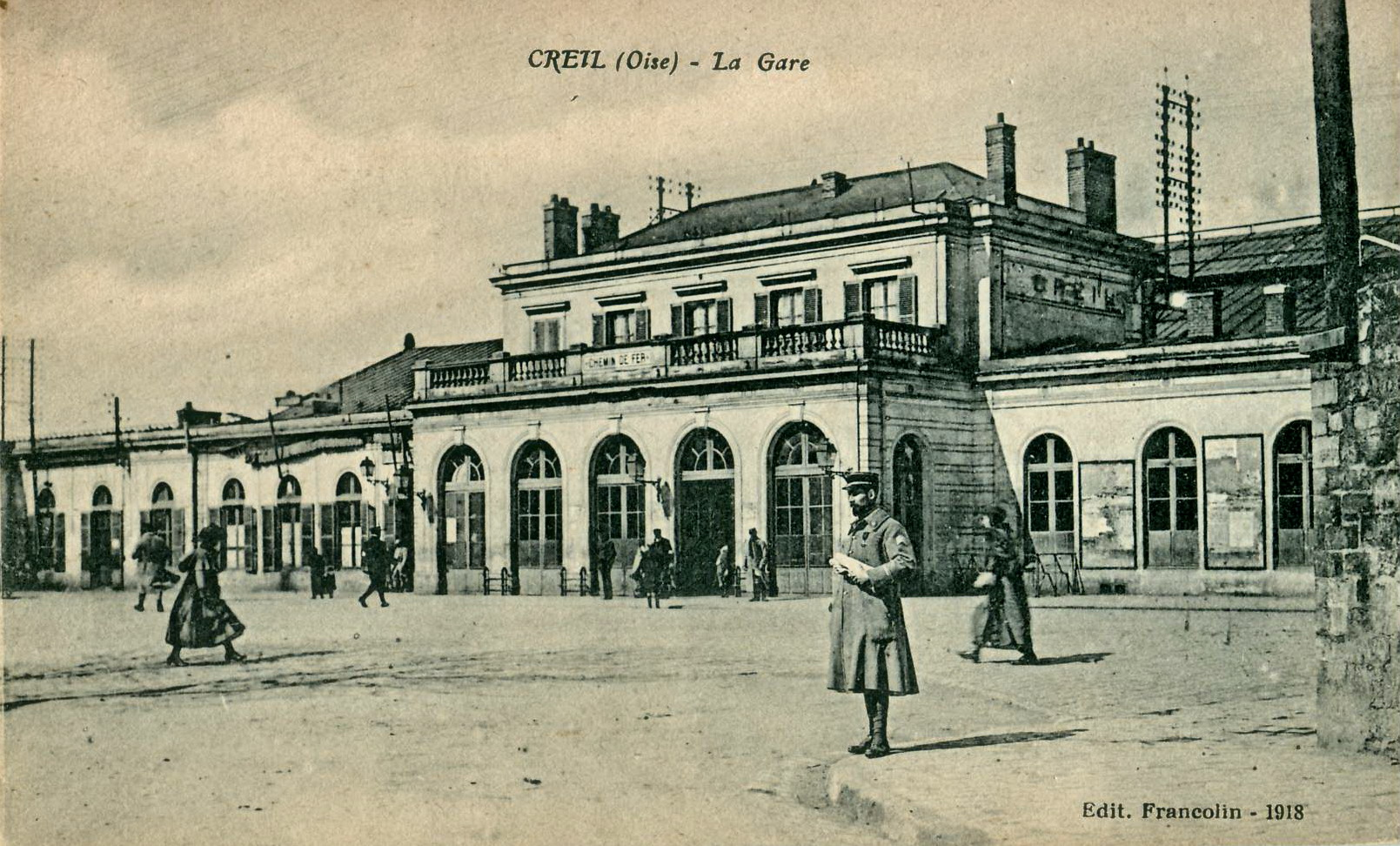
A estação em 1918, com a marquise ao fundo e um beiral adicionado à fachada do corpo principal do edifício.

No início dos anos 1900, o edifício de passageiros foi ampliado com um avanço do corpo central que envolveu a destruição da torre de publicidade com relógio.. Ao mesmo tempo, uma grande cobertura de vidro protegia as plataformas da estação 

## Serviços aos passageiros

### Recepção
A estação possui um prédio de passageiros, com bilheterias, funcionando todos os dias. Está equipado com autómatos para a compra de títulos de transportes de linha principal e TER. Como uma estação Acesse mais », oferece instalações, equipamentos e serviços para pessoas com mobilidade reduzida.
Duas passagens subterrâneas permitem o cruzamento dos trilhos e a passagem de uma plataforma para outra.

### Ligação

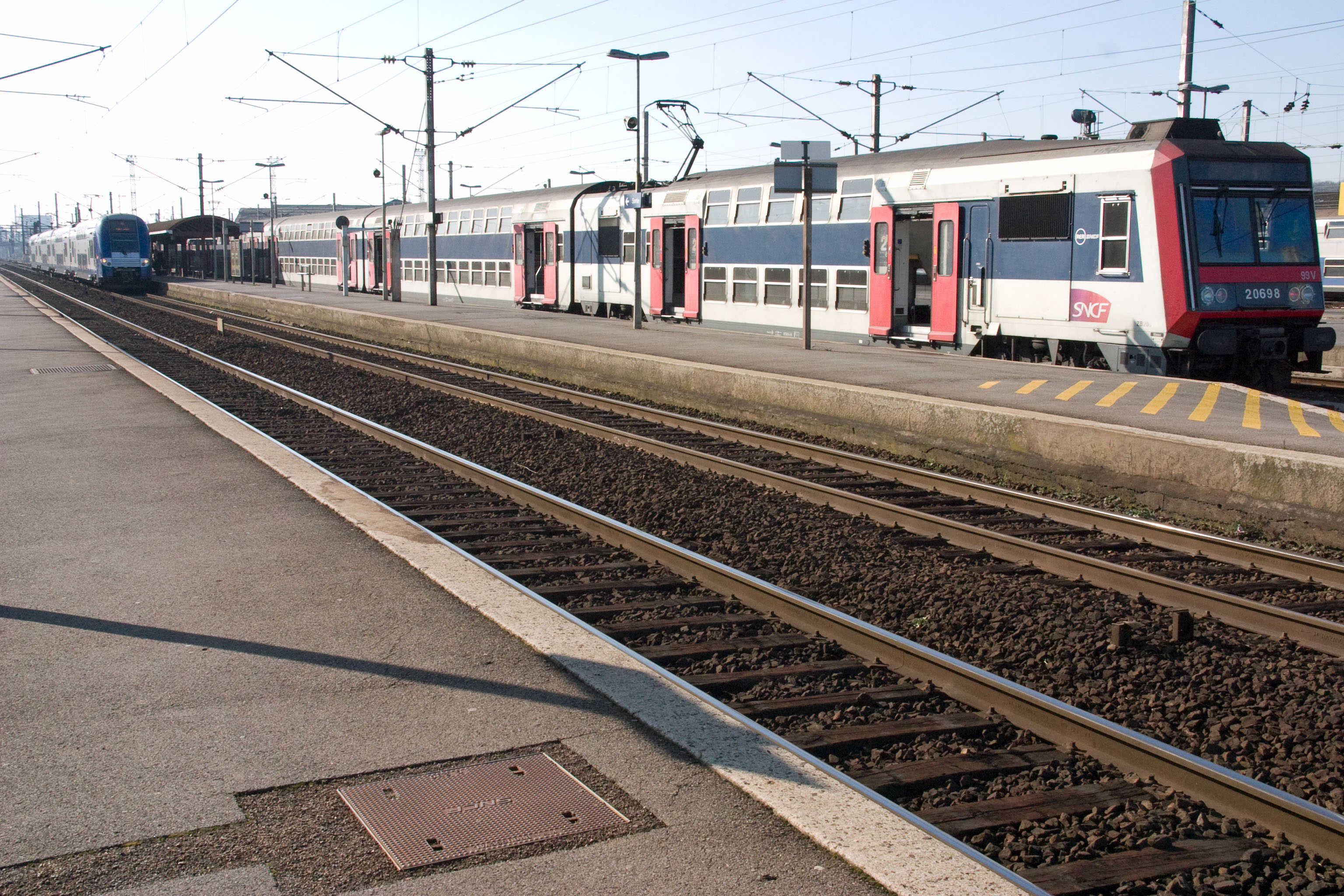
Trem Z 20500 da linha RER D, aguardando uma missão ROVO para Corbeil-Essonnes via Ris-Orangis.

Creil é servida pelos trens da linha D do RER e pelos trens da linha H do Transilien (rede Paris-Nord).
Ela é também servida pelos trens TER Hauts-de-France (ligações para ou de Paris, Clermont, Saint-Just-en-Chaussée, Breteuil-Embranchement, Amiens, Lille, Bolonha-sobre-o-Mar, Calais, Compiègne, Saint-Quentin, Cambrai, Beauvais e Abancourt).

### Intermodalidade
Ao seu redor foi criado um parque para bicicletas e vários parques de estacionamento.
Uma estação rodoviária, localizada na Place Brobeil, composta por plataformas e abrigos de ônibus, fica a metro do edifício de passageiros.

## Serviço de mercadorias
Esta estação está aberta ao serviço de carga, incluindo o serviço de vagões individuais.

### Artigos relacionados
- Lista de estações de trem na Picardia
- Lista de estações RER em Île-de-France
- Lista de estações da rede Transilien
- Transporte no Oise
- Linha de Paris-Nord para Lille